# چارترز تاور
چارترز تاور (به انگلیسی: Charters Towers) یک شهرک در استرالیا است که در Charters Towers Region واقع شده‌است.